# Propaganda Due
«Propaganda Due» (P2, «Пропаганда» 2, П2) — італійська Масонська Ложа, що діяла від 1945 до 1976 року під юрисдикцією Великого сходу Італії; від 1976 до 1981 року як дика ложа. «П2» брала активну участь у політичному житті Італії, Аргентини, Уругваю та Бразилії. Після призупинення масонської діяльності ложі її членів звинувачували в тероризмі та зв'язках з мафією. «П2» іноді називали «державою в державі» або «тіньовим урядом».

## Історія
Ложу було засновано 1877 року в Турині під назвою «Propaganda Massonica». До неї входили представники дворянства П'ємонту, а також відомі чиновники Італійського королівства. Ложа змінила назву 1945 року, коли перейшла під юрисдикцію Великого сходу Італії (ВСІ), де й перебувала до 1976 року.
Офіційно ложа не проходила за списками ВСІ, функціонуючи як таємна особиста ложа його великого майстра, що мала право посвяти нових членів, імена яких також не включались до списків членів ВСІ. Під час відновлення масонської діяльності ВСІ після Другої світової війни було прийнято рішення про присвоєння ложам, що відновлювали свою діяльність, номерів шляхом жеребкування. Ложа «Пропаганда» отримала номер 2 і таким чином вона почала йменуватись «Пропаганда» 2, або «П2». Збори в ній відбувались рідко й вона практично не функціонувала.
1967 року Лічо Джеллі, посвячений у ВСІ 1965 року в одній з римських лож, був фактично поставлений на чолі «П2» тогочасним великим майстром ВСІ.
Зростання впливу Лічо Джеллі почало непокоїти тогочасного великого майстра, який наприкінці 1974 року вніс пропозицію про припинення діяльності ложі «П2». На конвенті Великого сходу Італії, в грудні 1974 року, за припинення її діяльності проголосували представники 400 з 406 представлених лож. У березні 1975 року Джеллі виступив зі звинуваченнями великого майстра у значних фінансових злочинах, забравши свої слова назад тільки після того, як той видав патент на відновлення роботи ложі «П2», незважаючи на те, що ВСІ припинив її існування лише за чотири місяці до того. Ложа «П2» стала регулярною, членство в ній більше не було таємним, і Джеллі був призначений її пошащеним майстром. 1976 року Джеллі отримав дозвіл на тимчасове припинення роботи своєї ложі, щоб при цьому її не було цілком приспано. Такий юридичний нюанс дозволив йому зберегти певну видимість регулярності свого приватного клубу, при цьому будучи не підзвітним ВСІ.
1976 року «П2» втратила патент і до 1981 року функціонувала підпільно, порушуючи законодавство Італії, що забороняло членство урядових чиновників у таємних організаціях. Ложа втратила статус масонської та перейшла у розряд диких лож, які ніхто не визнавав (і не визнає) і спілкування на масонському рівні з якими не ведеться.
1980 року Лічо Джеллі в одному з інтерв'ю обмовився про свій вплив у масонстві Італії. Розгнівані такою заявою, члени ВСІ провели засідання масонського трибуналу, рішенням якого Джеллі 1981 року був вигнаний з ордену, а ложа «П2» закрита.

## Розслідування діяльності П2
1980 року поліція почала щодо Лічо Джеллі слідство за звинуваченням у серії підробок. У березні 1981 року слідчі провели обшук на віллі «Ванда» біля Ареццо, що належала Джеллі. До рук поліції потрапили документи, що спричинили найбільший скандал в Італії. Найбільший інтерес викликали 30 записників-досьє на відомих політиків, чиновників, фінансистів, а також список ложі «П2», що включав 962 прізвища. Отримані докази дали поліції підстави заявити про контакти «П2» з мафією, терористами та міжнародними торгівцями зброєю.
«П2» звинуватили в причетності до викрадення лідера християнських демократів Альдо Моро 1978 року та вибуху на вокзалі в Болоньї 1980 року, а також у можливих зв'язках із ЦРУ.
Слідчі склали доповідь на ім'я президента Італії, в якому повідомили, що «знайдена документація свідчить про існування таємної організації, небезпечної для державних інституцій». Список членів «П2» потрапив до особистого сейфу прем'єр-міністра Арнальдо Форлані, який вирішив оприлюднити документ.
20 травня 1981 року список потрапив до редакцій газет та інформагентств. Вибухнув скандал, наслідком якого став крах кабінету Форлані. У списку виявились міністр праці Франко Фоскі, міністр зовнішньої торгівлі Енріко Манка, політичний секретар Італійської демократичної соціалістичної партії П'єтро Лонго, віце-міністр оборони Паскуале Бандлеро, керівник спецслужби СІСМІ генерал Джузеппе Сановіто, один и його співробітників генерал П'єтро Музумечі, прокурор Рима Кармелло Спаньйюоло, начальник генерального штабу адмірал Торрізі, віце-президент вищої ради магістратури Уго Дезілетті, начальник канцелярії прем'єра Семпіріні, генерал Віто Мічелі, колишній керівник італійської секретної служби, причетний до спроби неофашистського перевороту 1974 року. Окрім того, у списку фігурували імена Сільвіо Берлусконі та низки його майбутніх політичних союзників, а також членів хунти аргентинського диктатора Відели.
Разом у списку фігурували 23 депутати, 10 префектів, 6 адміралів, 7 генералів фінансової гвардії, 10 генералів корпусу карабінерів, близько ста президентів приватних і державних фірм, 47 директорів банків, високопоставлених офіцерів, відомих юристів, журналістів і політичних діячів. Під контролем «П2» перебували 4 видавництва та 22 газети. Через 17 філій ложа контролювала майже всю територію Італії.
Джеллі зумів залишити країну. Спеціальна парламентська комісія розслідувала його минуле та знайшла цілу низку компрометаційних знайомств, наприклад, зі звинуваченим у підробці банкіром Роберто Кальві й банкіром Мікеле Сіндоною (1979 року заарештований у США за підробку та вбивство). Комісія зробила висновок, що діяльність «П2» потрапила під дію 18-ї статті конституції Італії, яка забороняє «секретні організації, що переслідують, хоч би і непрямо, політичні цілі шляхом створення структури військового характеру».
Однак подальше розслідування зупинилось у зв'язку з низкою смертей. Від куль убивць загинули ключові свідки, судді, адвокати й журналісти, які проводили власні розслідування. На конвенті ВСІ в березні 1982 року жоден з великих офіцерів, задіяних у тому скандалі, не був переобраний на наступний термін.

## У кінематографі
За мотивами історії, пов'язаної з ложею «П2», в СРСР був знятий та вийшов у прокат 1983 року фільм Таємниця вілли «Грета», в якому режисерка Тамара Лисиціан спробувала відобразити політичну ситуацію в Італії, пов'язану з діяльністю тієї псевдоложі.